# トンマーゾ・ロッキ
トンマーゾ・ロッキ（Tommaso Rocchi, 1977年9月19日 - ）は、イタリア・ヴェネツィア出身の元同国代表サッカー選手、現サッカー指導者。現役時代のポジションはフォワード。

## 経歴
2004年から所属したSSラツィオではキャプテンを務め、リーグ戦200試合以上に出場した。2008年2月20日、クラブとの契約を5年延長した。2009年にはクラブのコッパ・イタリア及びスーペルコッパ・イタリアーナ優勝に貢献した。
2011-12シーズンはミロスラフ・クローゼの加入や負傷の影響により出場機会が減少。2013年1月4日、前日より練習に参加していたインテルナツィオナーレ・ミラノに移籍することが発表された。4月8日のアタランタBC戦で加入後初ゴールとなる先制点を挙げ、セリエA通算100得点を達成した。
シーズンが閉幕すると契約満了に伴いインテルを退団しフリーとなる。11月13日、セリエBのカルチョ・パドヴァとシーズン終了までの契約を締結した。
2014年8月22日、ソンバトヘイ・ハラダーシュへフリートランスファーで加入。ラツィオ時代の同僚であったエミウソン・クリバリと再会した。翌シーズンからは同胞のブルーノ・ジョルダーノ率いるFCタタバーニャで1年間プレーした。

## 指導歴
2016-17シーズンよりSSラツィオの下部組織で指導者としての経験を積む。2018-19シーズンは同クラブのU-14部門で指揮を執る。

## 代表歴
2006年8月にイタリア代表デビューを飾る。
2008年には北京オリンピックにオーバーエイジ枠で出場。大会途中で腓骨を骨折しながらもグループリーグ第2戦の韓国戦に出場しゴールを決めた。

## タイトル
ユヴェントス
- カンピオナート・プリマヴェーラ : 1993-94
- トルネオ・ディ・ヴィアレッジョ : 1994
- コッパ・イタリア・プリマヴェーラ（英語版）: 1994-95

ラツィオ
- コッパ・イタリア : 2008-09
- スーペルコッパ・イタリアーナ : 2009